# Shirley Ayorkor Botchway
Shirley Ayorkor Botchway (parfois orthographié Botchwey), née le 8 février 1963 à Accra, est une femme politique ghanéenne. Membre du Nouveau Parti patriotique, elle est ministre des Affaires étrangères de 2017 à 2025. Depuis le 1er avril 2025, elle est secrétaire générale du Commonwealth.

## Biographie
Diplômée en communication publique de l'université de Westminster et en administration des affaires de l'université du Ghana, elle travaille comme directrice du marketing puis devient PDG de l'entreprise Dynacom (1999-2004).
En 2013, elle se fait élire au parlement du Ghana dans la circonscription d'Anyaa-Sowutuom (grande région d'Accra) pour le Nouveau Parti patriotique. En janvier 2017, le président Nana Akufo-Addo la nomme ministre des Affaires étrangères.
En février 2024, le Ghana propose sa candidature au poste de secrétaire général du Commonwealth et elle est élue en octobre 2024,. Elle entre en fonction le 1er avril 2025.